# Зелёная книга (1989)
Зелёная кни́га — третья книга цикла, состоящего из четырёх авторских изданий (Песок, Цветные звуки, Зелёная книга, Моя мансарда) художника Алексея Парыгина.

## О книге
Зелёная книга — одно из трёх изданий, которые были созданы художником в 1989 году, в своей мастерской Невский-25 в Ленинграде, на материалах его собственных поэтических текстов 1987-1989 годов. Кроме использования авторских верлибров, всю серию объединяет относительное стилистическое единство дизайна, формат изданий и крайне незначительный тираж.

### Общее описание
...значительное явление в современной русской книге художника, продолжающее прецеденты продемонстрированные футуристами, — слияние поэтического и изобразительного талантов в художниках-авторах, одаренных Doppelbegabung. <...> Парыгин — художник, достигший одинакового мастерства в более чем одной технике и обладающий знаниями в разных искусствах. Его поэтические сборники Песок (1989), Зеленая книга (1989), Цветные звуки (1990) и Моя мансарда (1990) представляют собой попытку синтезировать в книгах текст и пластическую форму, когда литературный и визуальный языки рассчитаны на одновременное воздействие на читателя / зрителя.
Оригинальный текст (англ.)...important direction in contemporary Russian artists’ books, following precedents set by the Futurists, is the fusion of poetic and artistic talent in artist-authors blessed with Doppelbegabung. <...> An artist who achieved equal mastery in more than one medium and combined an expertise in different arts is Parygin. His poetic collections Pesok (Sand, 1989), Zelenaia kniga (The Green Book, 1989), Tsvetnye zvuki (Coloured Sounds, 1990) and Moia mansarda (My Attic, 1990) represent an attempt to synthesize text and plastic figuration in books where literary and visual languages are calculated to have a simultaneous effect on the reader/viewer.

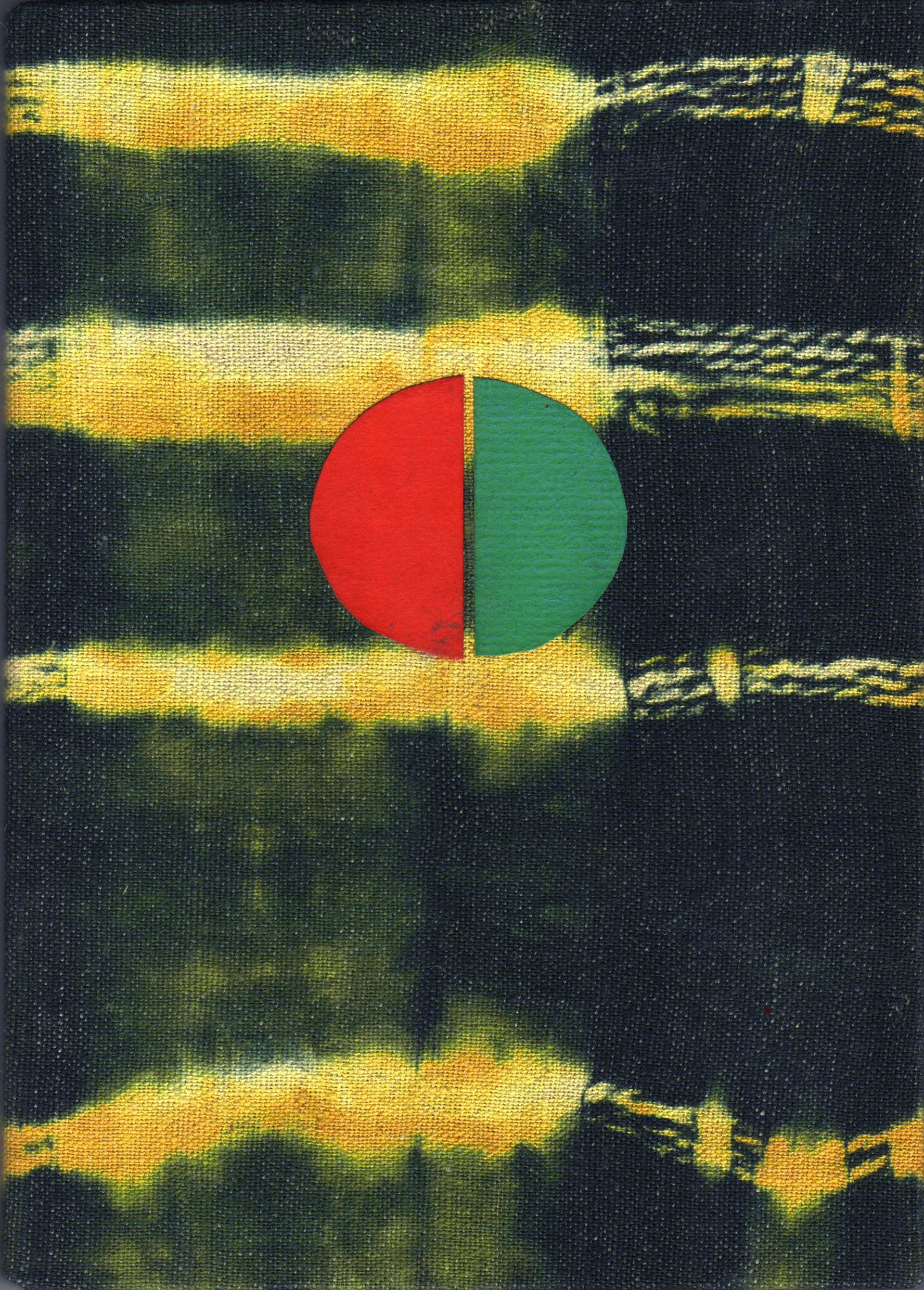
Зелёная книга. Экз. № 1 (обложка)

Моя мансарда. Экз. № 1 (разворот с титульным листом)

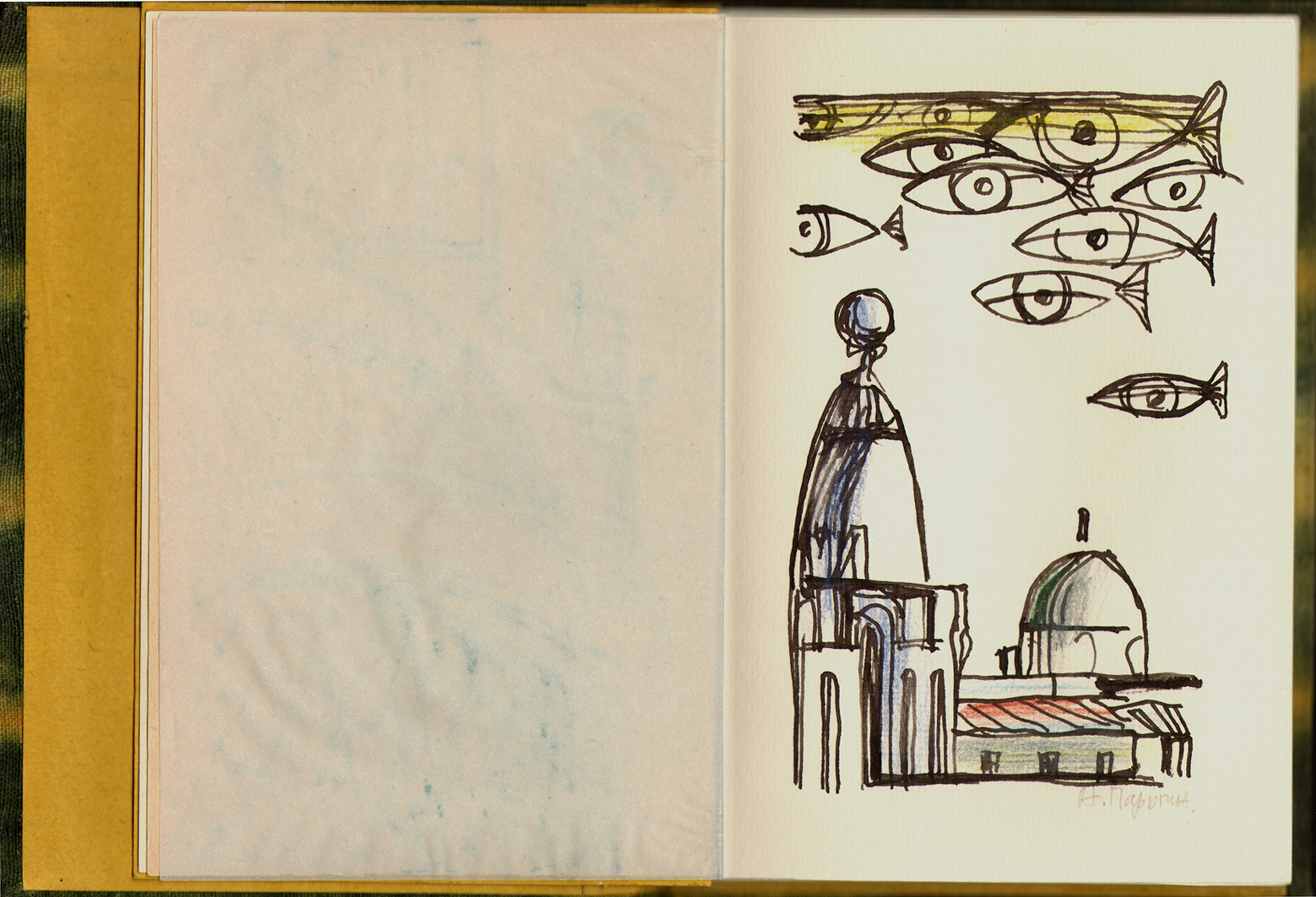
Моя мансарда. Экз. № 3 (разворот 1). Из коллекции РГБ

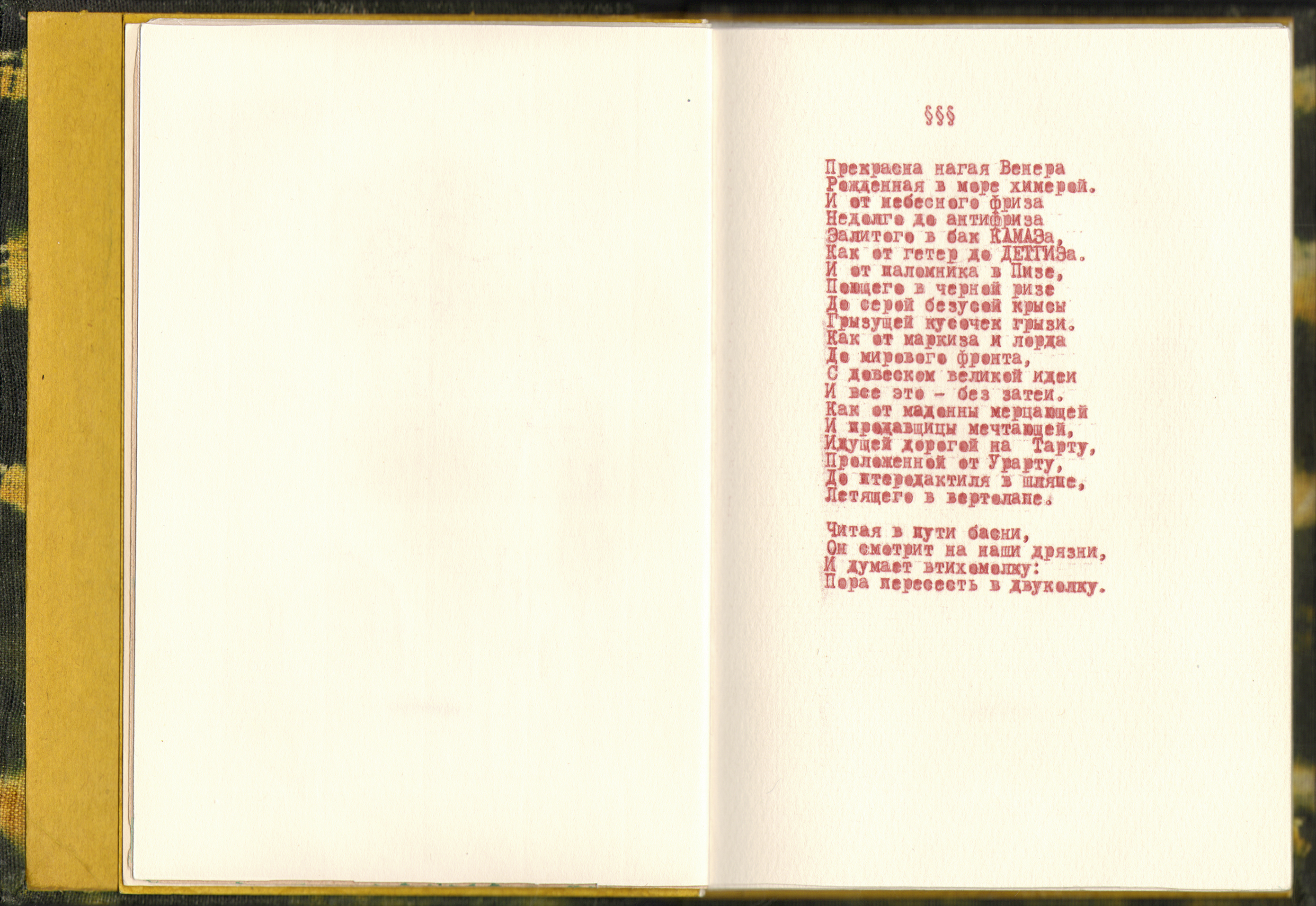
Моя мансарда. Экз. № 1 (разворот 2)

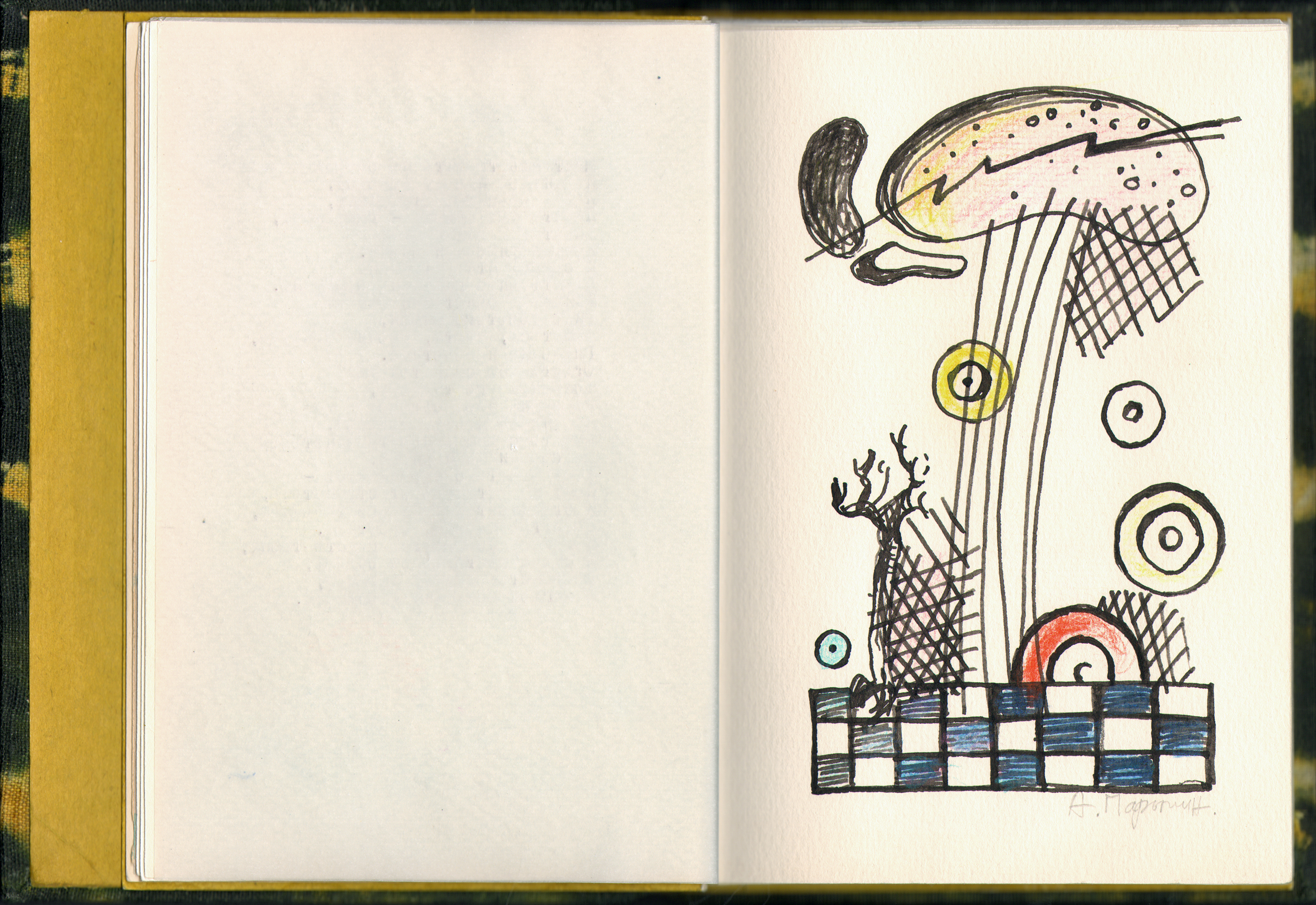
Моя мансарда. Экз. № 1 (разворот 4)

Издание включает в себя девять верлибров. Все тексты были отпечатаны на пишущей машинке собственноручно автором, с использованием цветной копировальной бумаги — красным тоном (кроме экземпляров № 4 и № 6 — отпечатан черным тоном), на бумаге торшон кремового тона. Все экземпляры, кроме № 3 (не сшит), сброшюрованы вручную. Одностороннее заполнение листа. Обложка — картон, хлопчатобумажная ткань. Окрашена методом горячего батика в два цвета анилиновыми красителями (желтым и темно-зеленым). На лицевой стороне обложки, по центру — аппликация из цветного картона ручного тонирования (красный и зелено-голубой). Абстрактный узор на переплете всех шести экземпляров имеет некоторые различия. Форзац — желтый картон ручного тонирования. Титульный лист — аппликация (картонные буквы, подкрашенные цветной гуашью). Пять полосных композиций, выполненных стальным пером и тушью чёрно-коричневого тона и цветными карандашами (авторская подпись — карандашом) на бумаге торшон кремового тона. Перед иллюстрациями — листы матовой голубоватой кальки.

Каждая иллюстрация защищена прокладкой из глянцевой кальки — старинная книжная традиция, часто используемая в livre d’artiste. Это создает своеобразный эффект занавеса, за которым, как в дымке, можно различить полностраничные иллюстрации, нарисованные коричневатыми чернилами на акварельной бумаге кремового оттенка <...> В этой книге иллюстрации скорее узнаваемо образные, чем условно-абстрактные. На фронтисписе силуэтные изображения здания компании «Зигнер» на Невском проспекте в Санкт-Петербурге, в котором находится Дом книги, и Казанского собора. Над ними проплывают подвижные глаза художника.
Оригинальный текст (англ.)Each illustration is protected by an interleaf made of blush tracing paper, an old book tradition often used in the livre d’artiste. This creates the peculiar effect of a curtain, behind which we can discern, as if in a haze, the full-page illustrations printed in a brownish ink on cream-tinted watercolour paper <...> The frontispiece shows the silhouettes of the Singer Company Building on Nevsky Prospekt in Saint Petersburg, where Dom Knigi (“House of the Book”) is located, and the Kazan Cathedral. Above them float the artist’s moving eye.
Экземпляры № 1, № 2, № 3, № 4 имеют дополнительно: фронтисписы — городские мотивы, выполненные пером и зеленой тушью по охристо-серой бумаге (в каждом экземпляре оригинальный сюжет, все сюжеты — вымышленные, являющиеся своеобразным собирательным портретом ленинградского ландшафта 1980-х) и концевые композиции (в каждом экземпляре свои) выполненные пером и цветной тушью (зеленой, синей, красной и желтой). Добавлены после 1990 года. Титульный лист экземпляра № 3 выполнен на бумаге торшон ручного тонирования (чёрной краской). Вес 1 экземпляра = 220 гр.
Автором были исполнены все работы, от макета до тиража.
Твердый переплет. Без пагинации (32 страницы). Тираж — 6 нумерованных экземпляров. Размер: 217 × 153 × 12 мм (в сложенном виде); 209 × 315 мм (разворот).
Два из девяти стихотворений, входящие в «Зелёную книгу» («Снег — сонный…», «Тихо и пусто…»), были переизданы в авторской редакции 2015 года, в сборнике «В час когда гаснет звезда» издательства Free Poetry (2016).

### Местонахождение экземпляров
- Экземпляр № 1 — в собственности автора, СПб..
- Экземпляр № 2 — приобретён Саксонской земельной библиотекой. Фонд Книг художника (Дрезден. Германия). Signatur: 2006 8 014290; Barcode: 31477761[9]
- Экземпляр № 3 — коллекция книги художника Тимофея Маркова, СПб..
- Экземпляр № 4 — приобретён Российской государственной библиотекой. Коллекция книг художника (Москва). РГБ. LDR 01743nam#a2200241#i#4500. Места хранения IZO H/8.167.[10]
- Экземпляр № 5 — приобретён через галерею Борей в частную «LS» коллекцию Albert Lemmens & Serge Stommels (Nijmegen, Netherland). Впоследствии стал частью коллекции Музея ван Аббе. LS (Альберт Лемменс & Серж Стоммелс) коллекция русской Книги художника Эйндховен (Нидерланды). № 9108.[11]
- Экземпляр № 6 — в собственности автора, СПб..

## Выставки
- Современная книга художника. — Отдел эстампов и фотографий РНБ. Санкт-Петербург. 4 декабря 2023 — 28 февраля 2024[12][13][14][15].
- Орфическая космогония (Книга художника). — ЦК Рекорд. Нижний Новгород. 8 февраля — 9 марта 2017.
- Орфическая космогония (выставка книги художника). — Государственный музейно-выставочный центр «РОСИЗО». Москва. 28 мая — 12 июля 2015
- Первая книга. — Хлебный дом ГМЗ «Царицыно». Москва. 13 февраля — 21 апреля 2013.
- Die Verwandlung. 25 Jahre russische Künstlerbücher. — Государственная и университетская библиотека им. Карла фон Осецкого. Гамбург. 13 декабря 2013 — 2 марта 2014; Университетская библиотека Киля. Киль. 14 марта — 27 апреля 2014.; Музей ван Аббе. Эйндховен. 31 мая — 31 июля 2014.
- Музей «Книга художника». — Музей современного искусства Эрарта. Санкт-Петербург. 09 июня — 09 июля 2011.
- Фестиваль независимого искусства. — ЦВЗ Манеж. Санкт-Петербург. 6 — 20 ноября 2004.

### Статьи
- Павловский А. С. Конструирование себя: о первых книгах Алексея Парыгина / Сборник материалов двенадцатой научно-практической конференции «Трауготовские чтения 2022» / под ред. А. К. Кононова. — СПб.: БКГ, 2023. — 360 с. — С. 153-160. ISBN 978-5-6049512-9-3[16]
- Парыгин А. Б. Мои ранние авторские книги. — Петербургские искусствоведческие тетради, выпуск 67, СПб.: АИС, 2021. — С. 232-241. ISBN 978-5-906442-31-4
- Кошкина О. Ю. Особенности языка графики Алексея Парыгина — семиотический аспект / Сборник материалов десятой научно-практической конференции «Трауготовские чтения 2020». — СПб., 2021. — 304 с. — С. 149-165.[17]
- Погарский М. Книга художника [х]. Том I. Теория (264 с.); Том II. История (180 с.); Том III. Практика (290 с). — М.: Треугольное колесо — 2021. ISBN 978-5-9906919-6-4
- Парыгин А. Б. Про искусство (в ритме автобиографии) // Петербургские искусствоведческие тетради, выпуск 58, СПб.: АИС, 2020. — С. 223-252
- Grigoryants El. Absorbing the Futurist heritage: Vasily Vlasov and Alexey Parygin / The Futurist Tradition in Contemporary Russian Artists’ Books // International Yearbook of Futurism Studies / Special Issue on Russian Futurism. Ed. by Günter Berghaus. — Berlin & Boston: Walter de Gruyter. Vol. 9 — 2019, 520 p. Р. 269–296.  (англ.) ISBN 978-3-11-064623-8[18][19].
- Парыгин А. Б. Книга художника как форма искусства // «Искусство печатной графики: история и современность». В сб. н. статей по материалам научной конференции Четвертые казанские искусствоведческие чтения 19-20 ноября 2015. — Казань: ГМИИ РТ, 2015. — С. 75-78, ил.
- Григорьянц Е. И. Искусство книги и книга в искусстве // Первая Балтийская биеннале искусства книги: каталог выставки. — СПб., 2014. — С. 6-9.
- Григорьянц Е. И. Образ текста в современной петербургской «книге художника» и livre d`artiste // Печать и слово Санкт-Петербурга: Сборник научных трудов. Ч. 1 — СПб., 2014.
- Григорьянц Е. И. «Автографическая книга» в рамках направления «Artists book» («книга художника» // XX век. Две России — одна культура: Сборник научных трудов по материалам 14 Смирдинских чтений. — СПб., 2006.
- Григорьянц Е. И. Диалоги культур в современной петербургской книге художника // Книжная культура Петербурга: Сборник научных трудов по материалам 13 Смирдинских чтений. — СПб.: СПбГИК, 2004.
- Книги и стихи из сквота: Алексей Парыгин и другие // АКТ Литературный самиздат. Выпуск 15. СПб., август-ноябрь, 2004. — С. 21-22.
- Григорьянц Е. И. «Книга художника» в современном петербургском искусстве // Актуальные проблемы теории и истории библиофильства: Материалы 8 международной научной конференции. — СПб., 2001 — С. 124–128.

### Каталоги выставок
- Первая книга / The First Book (каталог выставки в ГМЗ Царицыно). Авт. вст. ст.: О. Докучаева, В. Пацюков, М. Погарский. М. 2013. — 129 с., цв. ил.
- Музей «Книга художника» (каталог выставки в музее Эрарта. СПб.). Авт. вст. ст.: М. Погарский, М. Карасик, Климова Е. Д., Ю. Самодуров. СПб. 2011. — 200 с., цв. ил. — С. 38.